# IBM (turniej szachowy)

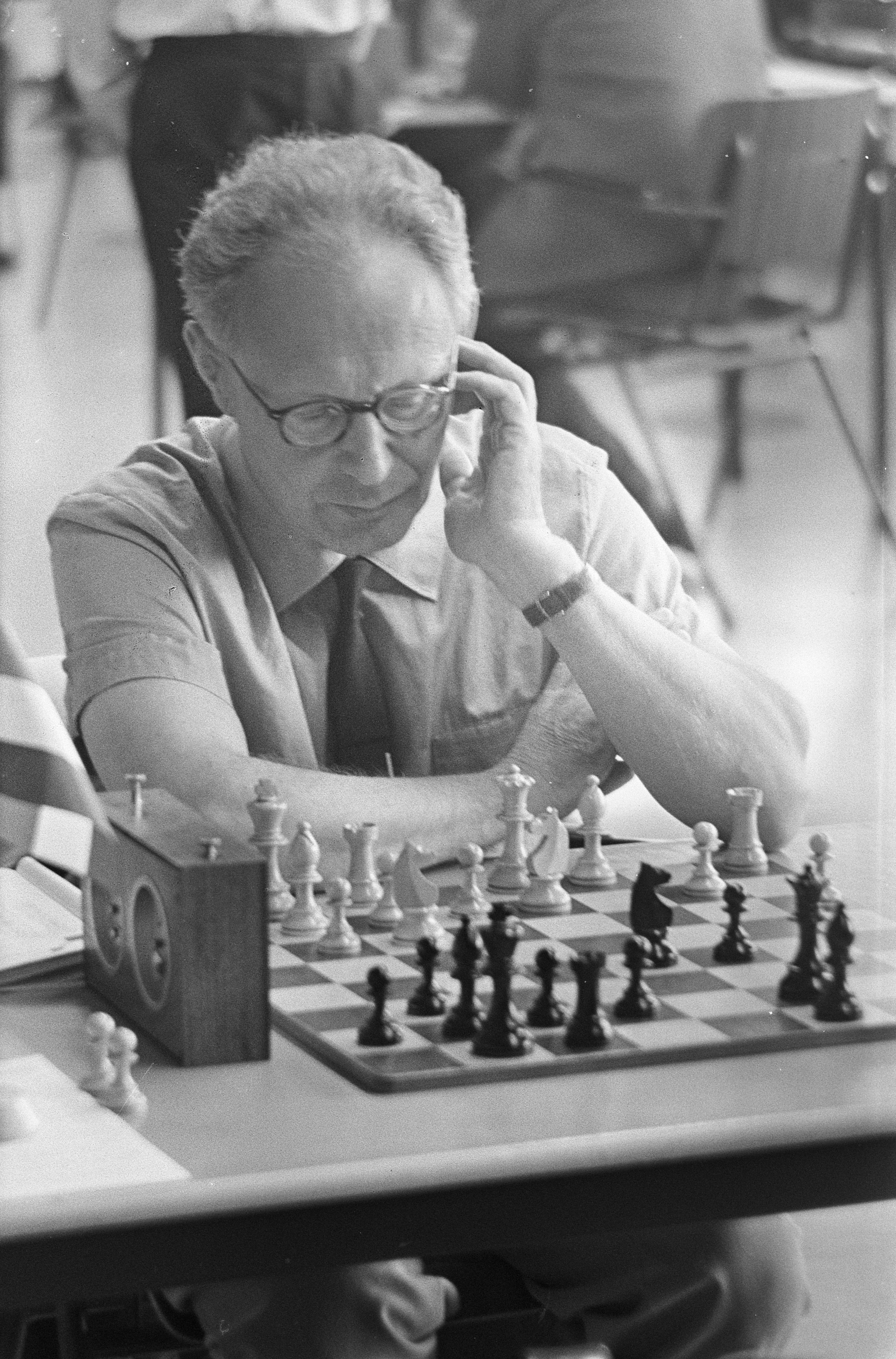
IBM 1966: Michaił Botwinnik

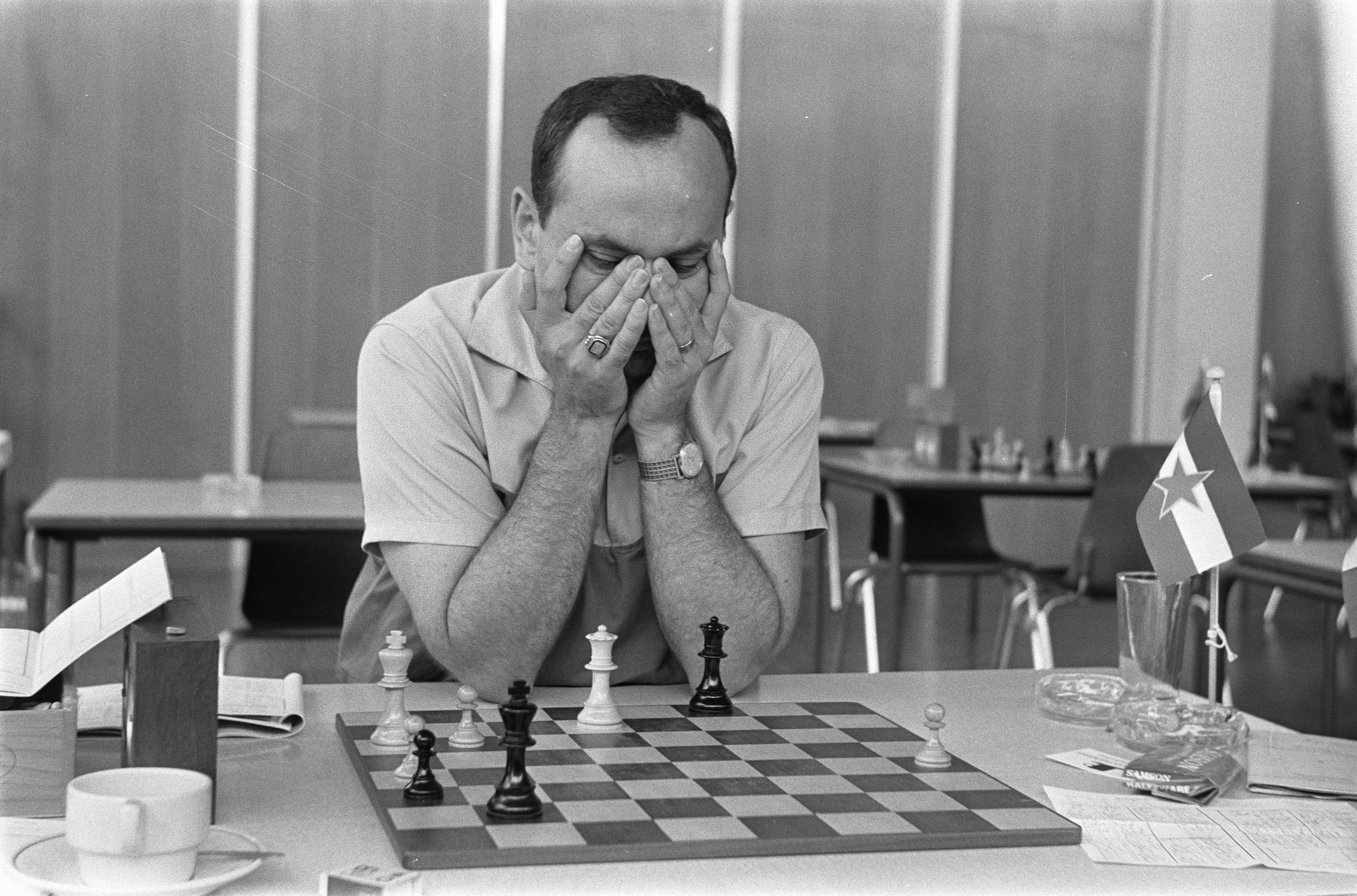
IBM 1969: Lajos Portisch

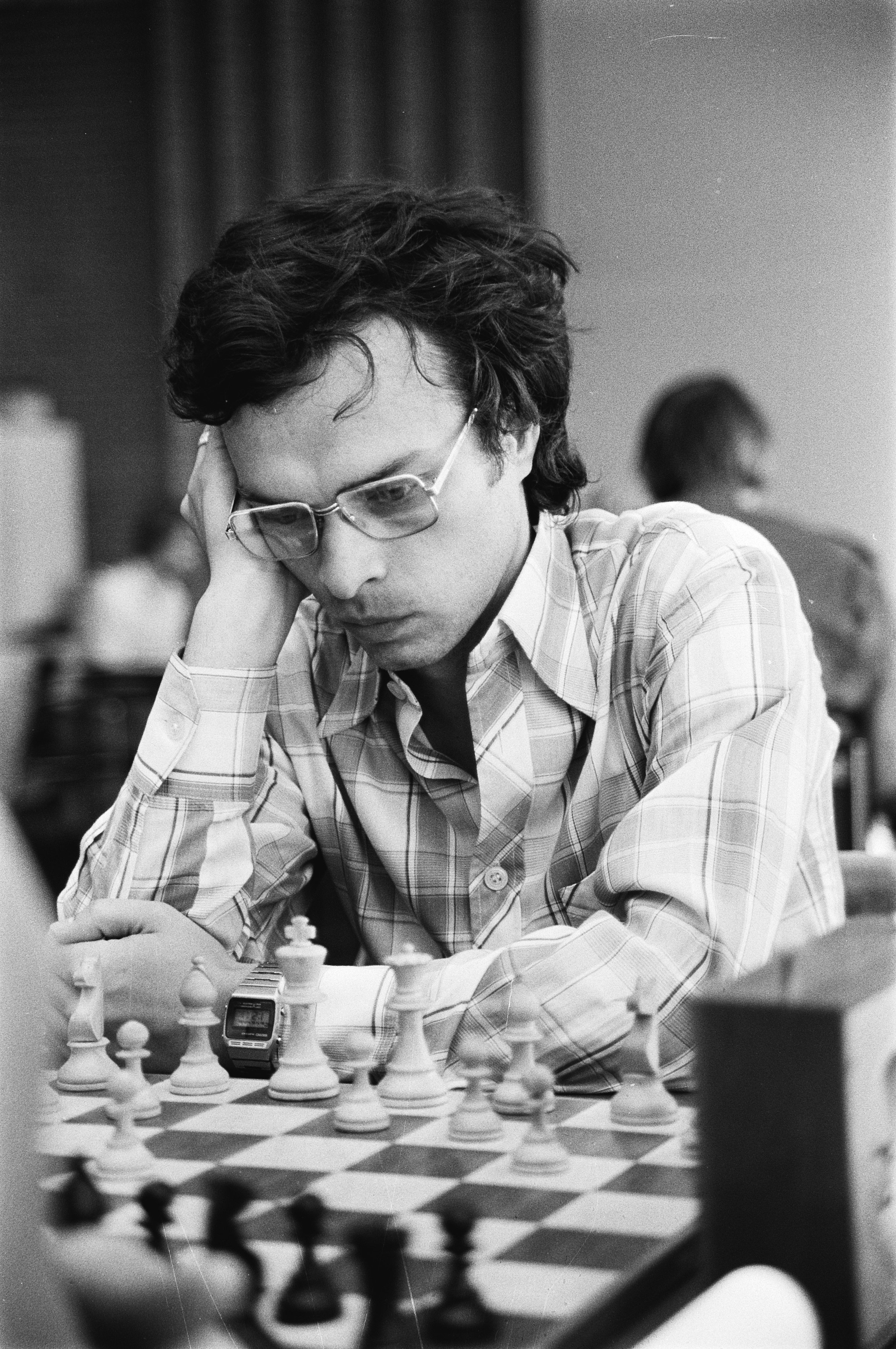
IBM 1979: Gyula Sax

IBM – turniej szachowy rozgrywany w latach 1961–1981 w Amsterdamie. W latach 70. XX wieku był jednym z najsilniej obsadzonych turniejów na świecie.
Pomysł zorganizowania międzynarodowego turnieju pojawił się na początku lat 60. wśród zawodników i działaczy amsterdamskiego klubu szachowego VAS, istniejącego od 1822 roku. Jeden z członków klubu, Wim Wolthuis pracował wówczas w IBM i zaproponował pomoc w organizacji turnieju. W pierwszych dwóch edycjach wystąpili młodzi holenderscy szachiści oraz zagraniczni gracze z tytułami międzynarodowymi. Od roku 1963, w którym na starcie pojawił się m.in. czołowy wówczas zawodnik świata Lajos Portisch, renoma festiwalu (od tego roku zaczęto organizować, obok turnieju głównego, również turniej B oraz otwarty) znacznie wzrosła. Wkrótce stał się on najsilniejszym (obok festiwalu Hoogovenstoernooi w Wijk aan Zee) turniejem w Holandii oraz jednym z najlepiej obsadzonych na świecie. W dwudziestoletniej historii w turnieju triumfowali mistrzowie świata Michaił Botwinnik, Borys Spasski, Wasilij Smysłow, Tigran Petrosjan i Anatolij Karpow oraz wicemistrzowie Wiktor Korcznoj i Jan Timman. Na początku lat 80., z powodu trudności finansowych koncernu, zaprzestano organizacji festiwalu.

## Zwycięzcy turniejów
| Lp | Rok  | Zwycięzcy                                           |
| -- | ---- | --------------------------------------------------- |
| 1  | 1961 | Kick Langeweg                                       |
| 2  | 1962 | Mosze Czerniak, Tan Hoan Liong                      |
| 3  | 1963 | Lajos Portisch                                      |
| 4  | 1964 | Bent Larsen                                         |
| 5  | 1965 | Jan Hein Donner                                     |
| 6  | 1966 | Michaił Botwinnik                                   |
| 7  | 1967 | Lajos Portisch                                      |
| 8  | 1968 | Lubomir Kavalek                                     |
| 9  | 1969 | Lajos Portisch                                      |
| 10 | 1970 | Borys Spasski, Lew Poługajewski                     |
| 11 | 1971 | Wasilij Smysłow                                     |
| 12 | 1972 | Lew Poługajewski                                    |
| 13 | 1973 | Tigran Petrosjan, Albin Planinec                    |
| 14 | 1974 | Borislav Ivkov, Wołodymyr Tukmakow, Vlastimil Jansa |
| 15 | 1975 | Ljubomir Ljubojević                                 |
| 16 | 1976 | Anthony Miles, Wiktor Korcznoj                      |
| 17 | 1977 | Anthony Miles                                       |
| 18 | 1978 | Jan Timman                                          |
| 19 | 1979 | Vlastimil Hort, Gyula Sax                           |
| 20 | 1980 | Anatolij Karpow                                     |
| 21 | 1981 | Jan Timman                                          |